# Поджіо К'єзануова
Поджіо К'єзануова (італ. Poggio Chiesanuova) — село (італ. curazia) в республіці Сан-Марино. Адміністративно належить до муніципалітету К'єзануова.
Село розташоване у північному передмісті К'єзануова, по дорозі до Аккуавіва.
Поруч із Поджіо К'єзануова знаходиться стадіон К'єзануова — домашня арена футбольного клубу Пеннаросса, регбі-клуб Сан-Марино та резиденція національної команди Сан-Марино з регбі.